# Ciudadanos de segunda
Ciudadanos de segunda és el títol d'un documental emès el 9 d'abril de 2007 per la televisió autonòmica de la Comunitat de Madrid, Telemadrid. El documental, gravat per El Mundo TV, pretén demostrar com la llengua castellana està discriminada a Catalunya.

## El documental
L'acció del documental se situa a Barcelona. Allà es parla de diferents temes com la dels pares que intenten escolaritzar els fills en castellà, les aules d'acollida, les multes per retolar en castellà o el que el documental considera adoctrinament catalanista que es duu a terme a les aules catalanes entre d'altres. El documental intenta denunciar la persecució del castellà a Catalunya.
En aquest documental hi intervenen diverses personalitats de diferent ideologia. Per una banda, hi intervenen l'actor Joel Joan, el periodista Miquel Calçada, l'escriptora Rosa Regàs, el secretari de política lingüística Francesc Colomé i membres d'associacions a favor de la llengua catalana defensant l'ús del català i explicant la discriminació que pateix. D'altra banda apareixen personatges com Albert Boadella, el professor de la UB Francisco Caja o Carmelo Gómez, el pare que ha simbolitzat la lluita per l'educació en castellà, defensant l'ús de la llengua castellana i explicant la discriminació que, segons ells, pateix.

## La polèmica
El to partidista i l'erroni reflex que dona de la societat catalana van provocar molta controvèrsia tant en l'àmbit social com en la classe política.
El portaveu d'ERC Joan Ridao va demanar al Govern català que estudiés la possibilitat d'utilitzar els recursos de jurisdicció ordinària a través del sistema legal de protecció de l'honor i la bona imatge.
Joan Saura va afirmar que "el reportatge de Telemadrid no sé si significa un nou inici d'una nova batalla contra Catalunya protagonitzada sempre i fonamentalment pel PP".
Per la seva part, Josep Piqué va declarar que no hi havia cap problema essencial en el terreny lingüístic a Catalunya i que en la seva opinió era poc sensat insistir en la confrontació lingüística.